# Gözsy Béla Leó
Gözsy Béla Leó (Tolna vármegye, 1827. március 3. – 1876. november 3.) magyar gyógyszerész, id. Gözsy Máté, II. József orvosának unokája, Gözsy Árpád gyógyszerész apja, Gözsy Béla gyógyszerész és Gözsy Sándor Európa-bajnoki ezüstérmes tőrvívó nagyapja.

## Élete
Az alapító, Novák Andor halála után átvette a gyógyszerészi teendőket az 1837-ben alapított Fekete Sas Gyógyszertárnál. 1851-ben Pesten gyógyszerészi oklevelet szerzett, majd házasságkötését követően Erdélybe költözött. 1860-ban megvásárolta Novák Andor patikáját, majd 16 éven keresztül működtette a gyógyszertárat. A csíkszeredai kórház betegeinek is készített orvosságokat, melyekről pontos kimutatásokat vezetett. Ezek máig megtalálhatók a Csíki Székely Múzeum könyvtárában.
Felesége Balla Laura volt, házasságukból öt gyermek született. A legidősebb fia, Gözsy Árpád (1861–1931) szintén gyógyszerész lett.
Halála után özvegy felesége két évig bérlővel működtette a „reáljogú patikát” (mely örökölhető úgy is, ha az örökös nem gyógyszerész), majd ezután férjhez ment az akkor Csíkszeredában dolgozó Lárencz László Béla gyógyszerészhez. Házasságukból két gyerek született. Kisebbik fiuk (Lárencz László, 1880–1945), unokájuk (Lárencz László, 1909–1978) dédunokájuk (Lárencz László, 1940–2014) is gyógyszerész lett.